# Semiramis

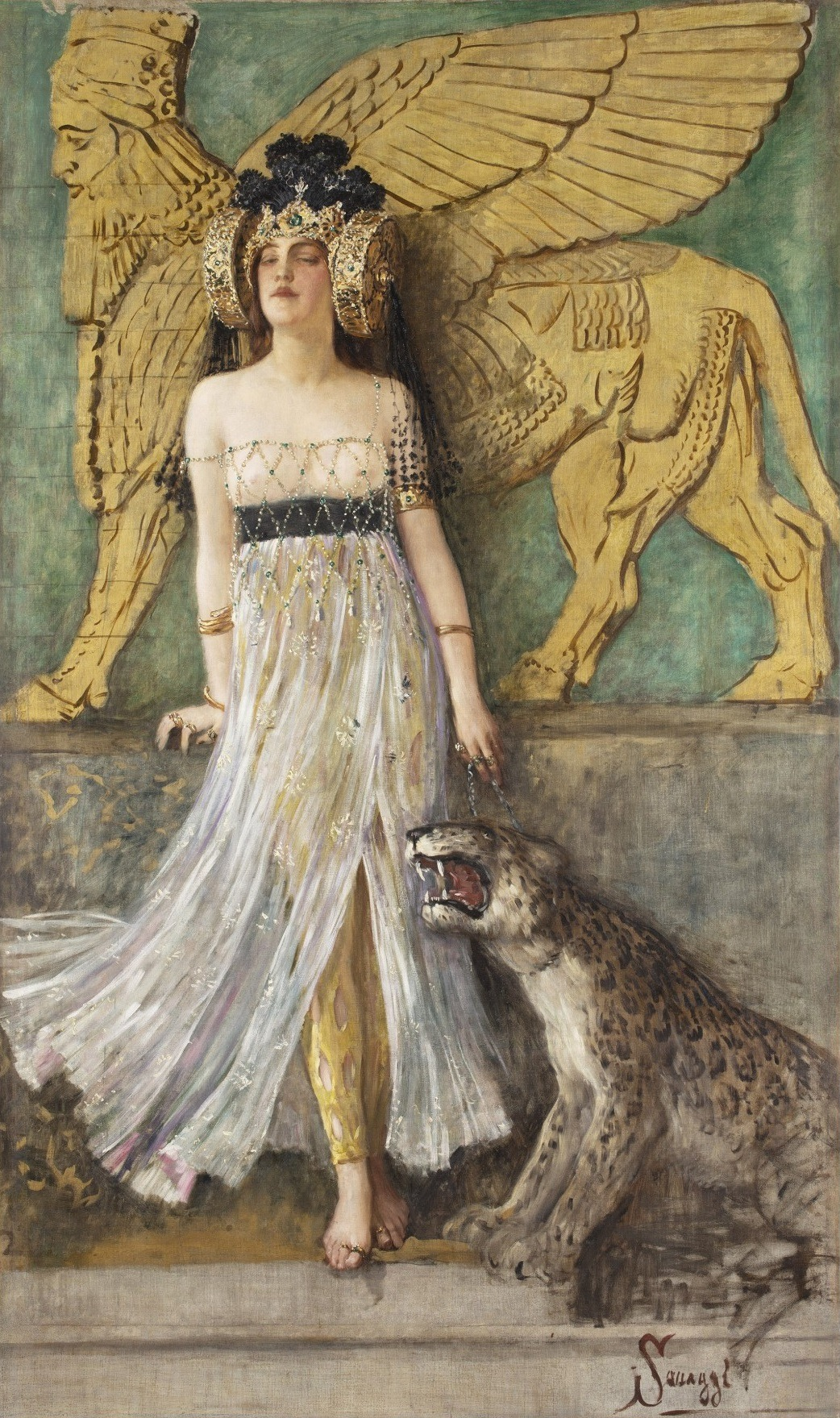
Semiramis, královna Asýrie, 1905, symbolistické dílo italského malíře Cesara Saccaggiho da Tortony.

Semiramis (syrsky „holubice“) byla legendární asyrská královna, známá též jako Semiramida, Šammuramat, či aramejsky Šamiram. Semiramis byla historickou osobou, manželkou krále Šamši-Adada V., která vládla v letech 811–808 př. n. l. po smrti svého manžela jako regentka za jejich nezletilého syna Adadnirária III. a později i jako jeho spoluvládkyně. Podle legendy nechala zbudovat slavné visuté zahrady v Babylóně, jiná verze hovoří o tom, že je dal zbudovat její manžel, aby se jí tolik nestýskalo po jejím rodném horském prostředí. Zahrady však pravděpodobně jsou z mnohem pozdější doby. Jako Semiramis bývají někdy označovány i další asyrské či babylónské královny, například manželka krále Nabukadnezara II. Nitókris.
Legendy o Semiramidě byly zpracovány Diodórem Sicilským, Junianem Justinem a mnohými dalšími starověkými historiky, kteří ve svých pracích utvářeli Semiramidin obraz a její vztah s králem Ninem, legendárním zakladatelem města Ninive. Semiramidino jméno se užívalo pro rozličné monumenty budované v západní Asii, původ této tradice byl však zapomenut nebo byl zcela neznámý. Nakonec každé veliké antické dílo na Eufratu jí bylo připisováno Behistunským nápisem, který nechal roku 521 př. n. l. vybudovat perský velkokrál Dareios I.

## Životopis podle Diodóra Sicilského

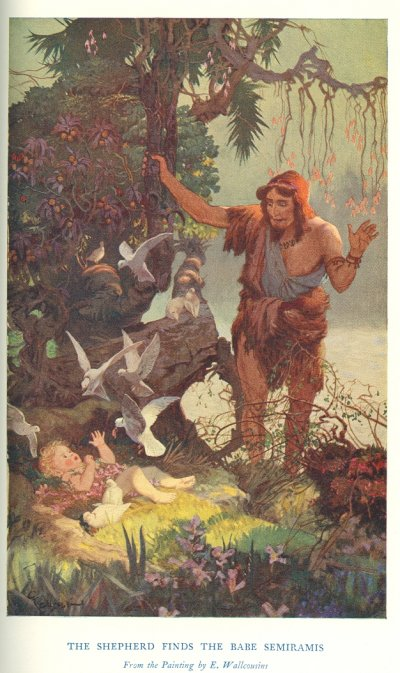
Pastýř nachází Semiramidu

Podle legendy byla Semiramis dcerou rybí bohyně Derketo a smrtelníka. Derketo měla dávný spor s bohyní lásky Afroditou, která ji proklela. Derketa se poté zamilovala do smrtelníka, se kterým měla dceru. Tu ovšem po narození opustila, svého muže zabila a sama se vrhla do moře. Dítě přežilo díky holubům, kteří jej krmili a zahřívali svými těly až do doby, než ji objevili pastýři, kteří ji dali svému předákovi jménem Simas. Ten se dítěte ujal vychoval a pojmenoval Semiramis. Když Semiramis dospěla, ohromovala svojí krásou, až si ji za manželku zvolil generál Onnés. Ten si ji odvedl do Ninive, hlavního města Asýrie a měli spolu dva syny, Hyapata a Hydaspa.
Asyrský král Ninos poté začal válčit se sousední Baktrií. Asyřané zvítězili v mnohých bitvách, samotné hlavní město Baktra však vzdorovalo. Onnés se účastnil obléhání Baktry a svou ženu vzal s sebou. Semiramis zde projevila svou moudrost a navrhla Asyřanům zaútočit na silnější stranu městského opevnění, kde však nebylo tolik obránců. Semiramis si nechala ušít šaty, ve kterých se nedalo rozpoznat, zda je muž či žena a s oddílem dobrovolníků zaútočila na hradby. Lest se dokonale podařila a Semiramis tak snadno donutila město ke kapitulaci. Asyrský král Ninos si všiml její statečnosti i krásy, zamiloval se do ní a Onnovi rozkázal, aby mu svou ženu přenechal. Onnés nechtěl, Ninos mu začal vyhrožovat vypíchnutím očí, když nevidí rozkazy svého krále a generál raději poté spáchal sebevraždu.

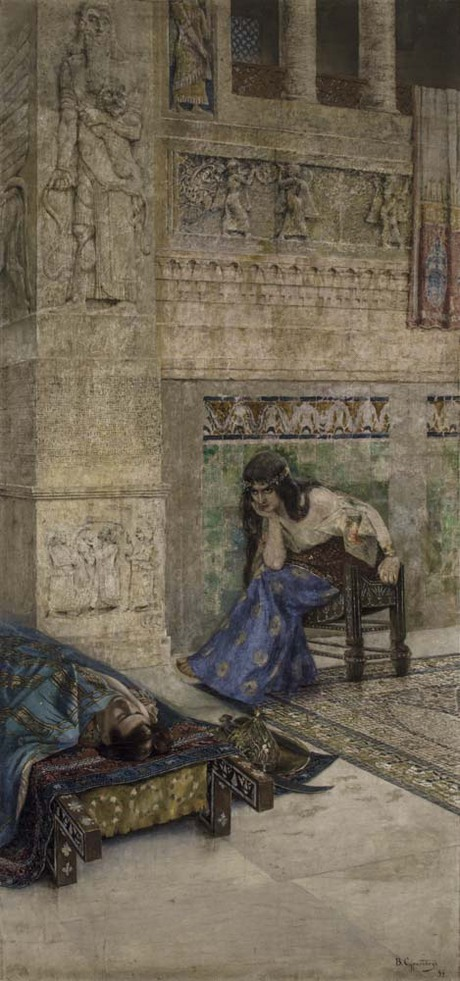
Vardkes Sureniants: Semiramis sedí nad tělem Ary Nádherného

Semiramis a Ninos měli syna jménem Ninias. Poté, co Ninos dobyl zbytky Baktrie, byl smrtelně poraněn šípem a zemřel. Semiramis po něm převzala vládu na dalších 42 let a již se nikdy neprovdala. Během své vlády se snažila předčit vládu svého manžela Nina, na Eufratu dala založit město Babylón, nechala mu postavit hradby a most přes řeku. Rovněž vedla války: v Médii, Egyptě, Etiopii a Libyi, kde zvítězila. Její expedice do Indie však již ztroskotala a sama byla šípem poraněna do ramene. V Babylónu se jí poté zjevila nebeská znamení, která jí přikazovala nepokračovat ve válce a Semiramis poslechla. Když její syn Ninias dospěl, pokusil se převzít moc do svých rukou násilím a za pomoci jednoho eunušského sluhy se svou matku pokusil zabít. Semiramis ale spiknutí prohlédla a rozhodla se sama abdikovat v synův prospěch. Poté se proměnila v holubici a odlétla vstříc nesmrtelnosti.
Spojení ryby a holubice bylo nalezeno ve velkém chrámu v Hierapolis Bambyce, který byl podle legendy založen Semiramidou, a kde byla Semiramidina socha se zlatou holubicí na hlavě.

## Životopis podle Athénaia z Naukratidy
Podle Athénaia z Naukratidy byla Semiramis jednou z dvorních dam na dvoře jednoho z asyrských králů. Byla však velmi krásná a král se s ní nakonec oženil. Semiramis poté krále přesvědčila, aby jí na pět dnů propůjčil vládu v zemi. Král svolil a podnikavá Semiramis se vlády energicky chopila. Jeden večer zorganizovala hostinu, při níž se jí podařilo na svou stranu získat vysoké asyrské hodnostáře. Ti ji uznali za svou královnu a Semiramis okamžitě nechala uvrhnout svého manžela do vězení. Semiramis poté vládla velmi dlouhou dobu a byla úspěšnou královnou.

## Arménská legenda

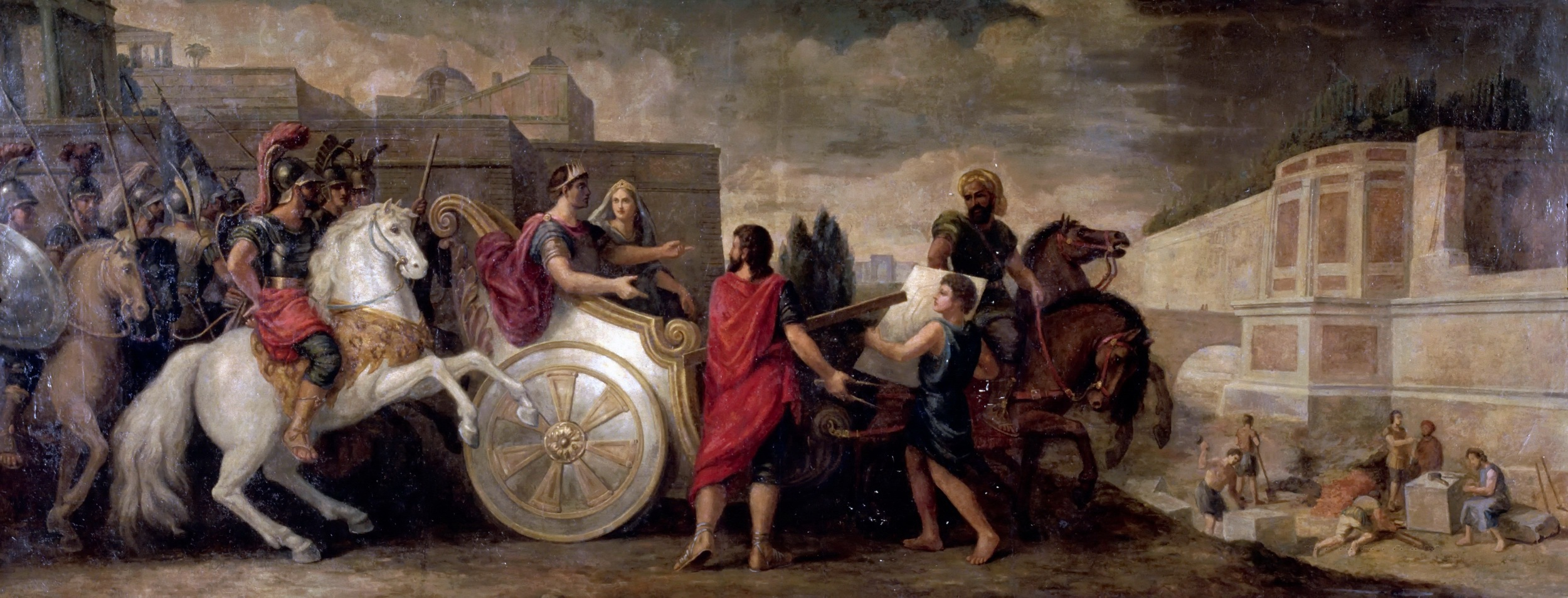
Král Nakukadnezar II. a jeho manželka Nitókris (někdy označovaná jako Semiramis) si prohlíží budování visutých zahrad

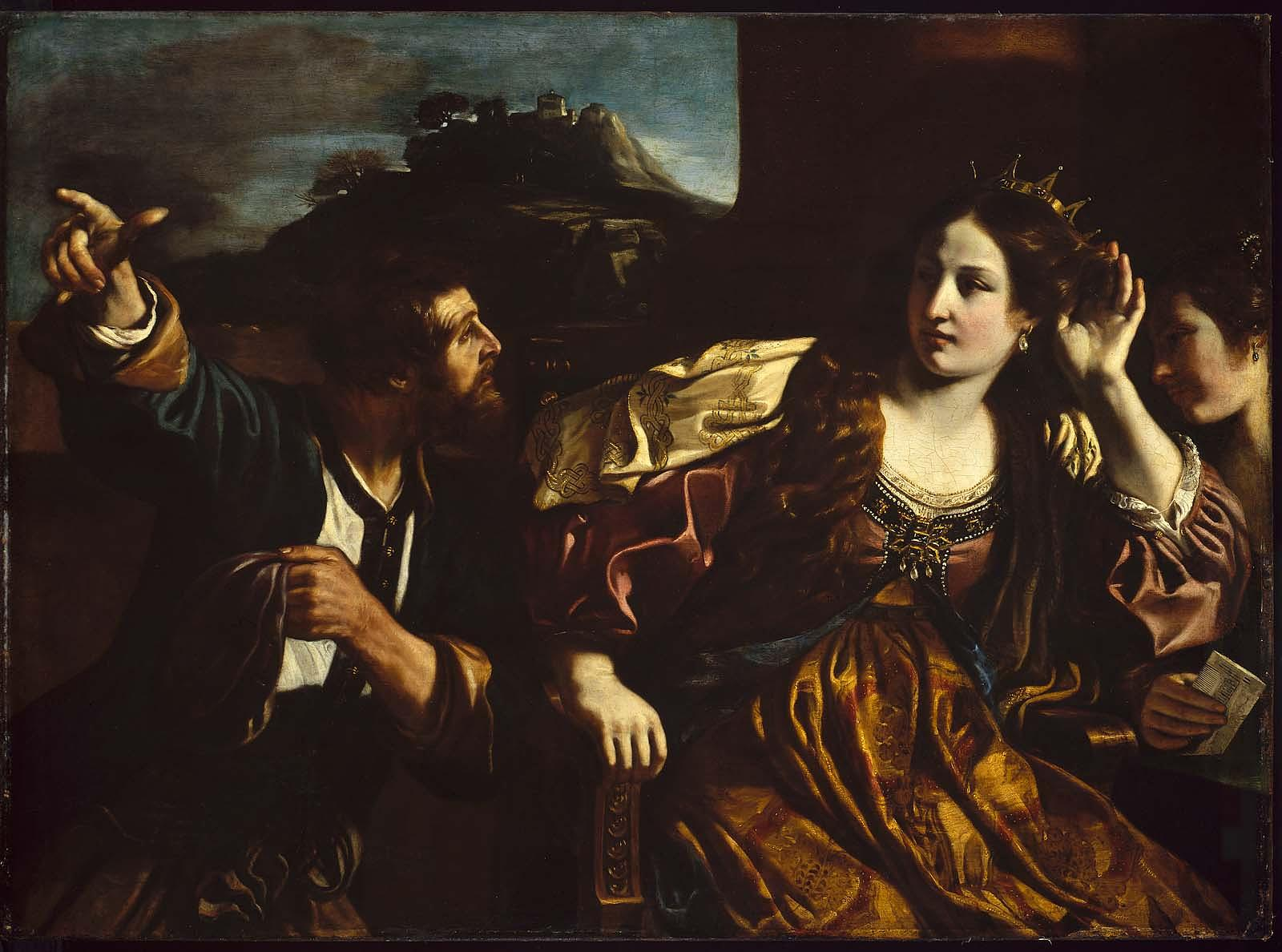
Giovanni Francesco Barbieri: Semiramis dostává zprávu o povstání v Babylónu

Jedna z nejpopulárnějších arménských tradic vypráví o Semiramidě a arménském králi Arovi Nádherném. Semiramis podle legendy slyšela pověst o veliké kráse arménského krále jménem Ara a toužila po jeho portrétu. Po jeho získání Aru požádala, zda by si ji vzal. Král však svatbu se Semiramidou odmítl. Později se doslechl, že Semiramis proto postavila velkou asyrskou armádu a táhne proti Arménii. Během nadcházející bitvy mezi Asyřany a Armény, která se mohla odehrát v Araratském údolí, byl arménský král Ara zabit. Aby Arméni zabránili dalšímu válečnému konfliktu se Semiramidou, kterou pokládali za čarodějnici, začali se modlit k bohům, aby Ara povstal z mrtvých. Válka však neskončila, karta se obrátila a nastal čas odvety za svého vůdce. Arméni začali triumfovat a Semiramis se proto rozhodla pro lest. Jednoho ze svých milenců nechala převléci za mrtvého Aru a rozšířila zvěst, že bohové Aru Nádherného vrátili zpět do života. Válka tak skončila. Legenda existuje v několika verzích, obvykle však Ara Nádherný zůstane mrtvý.

## Odraz v umění
Postava královny Semiramidy byla mnohokrát ztvárněna v pozdějších uměleckých dílech. Semiramidina duše se spolu s dušemi dalších hříšníků objevuje v pekle Božské komedie od Dante Alighieriho. Později se vyskytuje v různých dramatech, nejvýznamnější je Voltairova tragédie Sémiramis.
Semiramis je rovněž protagonistkou řady oper na libreto Semiramide Apostola Zena (1725) nebo Semiramide riconosciuta Pietra Metastasia (1729): jejich autory jsou například Leonardo Vinci (1723), Nicola Porpora (1729), Leonardo Leo (1730), Antonio Vivaldi (1732), Niccolò Jommelli (1741), Johann Adolf Hasse (1744), Christoph Willibald Gluck (1747), Baldassare Galuppi (1749), Domenico Fischietti (1759), Antonio Sacchini (1764), Tommaso Traetta (1765), Josef Mysliveček (Semiramis znovu poznaná, 1769), Antonio Salieri (1782), Domenica Cimarosy (1799), Giacoma Meyerbeera (1819). Buffózní zpracování námětu přináší Semiramide in villa Giovanniho Paisiella (1772). Poslední významnou operou na toto téma je Semiramide Gioacchina Rossiniho na libreto vycházející z Voltairovy tragédie.
Skotský protestantský ministr a známý kritik římskokatolické církve Alexander Hislop Semiramidu ztvárnil jako původkyni kosmického symbolu; ve své knize Dva Babylóny se snaží demonstrovat že Semiramis a babylónský král Nimrod, zmiňovaný v židovském Tanachu, jsou totožní s božským párem Isis a Osiris, či Ištar a Dumuzi. V Hisplopově díle se Semiramis stává „Nejsvětější Pannou Marií“; většina světových mytických postav jsou v Hispolovi jen opětovným vyprávěním příběhu o Semiramidě a Nimrodovi, což má jen poukazovat, že katolictví je v podstatě pohanství.

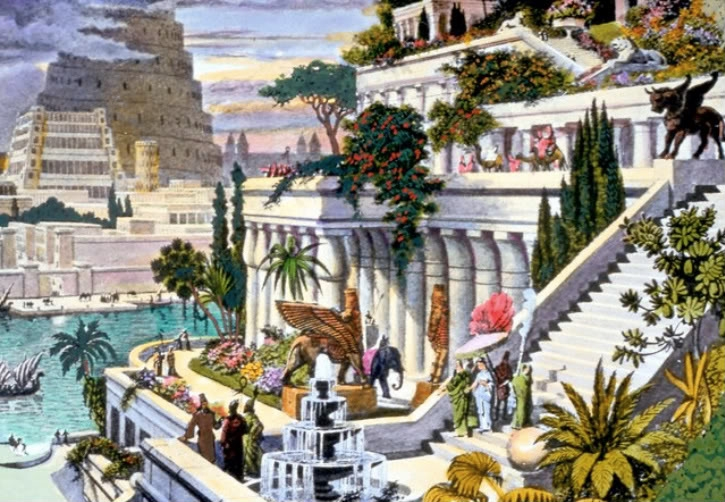
Visuté zahrady Semiramidiny, v pozadí Babylonská věž, obraz ze 16. století

Arménskou legendu ve 20. století přepracoval arménský básník Nairi Zarian v jedno z největších děl arménského literárního dramatu Ara Nádherný a Šamiram.